# زليخة بو عبد الله
زليخة بو عبد الله (ولدت في 20 يونيو 1977) هي فنانة معاصرة من اصل جزائرى و روسية المولد وتعيش و تعمل في كازابلانكا "الدار البيضاء" وباريس.

## السيرة الذاتية
هي ابنة حسن بو عبد الله وهو مخرج ومؤلف و ابنة ماليكا دورباني وهي الرئيس السابق للمتحف الوطني للفنون الجميلة بالجزائر؛ فهي ولدت في موسكو و ترعرعت في الجزائر.
انتقلت الي فرنسا في 1993 وقت اندلاع الحرب الاهلية الجزائرية. وأتمت دراستها في المدرسة الوطنية العليا للفنون في سيرجي بونتواز.
أعمالها تسلط الضوء علي المزج بين الثقافات والعولمة؛ كذلك الحالة النسوية.فهي تمزج بين النحت والتصوير و التليفزيون والرسم.
عرضت أعمالها في بينالي البندقية و بينالي باماكو وثلاثية ايشي ومتحف ميد للفن ومركز جورج بومبيدو و متحف بروكلين و صالة عرض Tate Modern و متحف مورى للفن وأيضا في متحف Diasporan للفنون الأفريقية المعاصرة.

## المعارض الشخصية الرئيسية
- 2017: البرعم، المعهد الفرنسي، الرباط.

- 2016: رسالة حب لرجل عربي، صالة ماتياس كولود، باريس، وجوه مرغوبة، صالة صابرينا عمراني، مدريد.

- 2015: دبل تروث، معرض إيزابيل فان دن إيند، دبي.

- 2014: العكس والمكان، معرض آن دي فيلبويكس، باريس.

- 2013: غريب، صالة صابرينا عمراني، مدريد.

- 2012: أي تشابه مع الأشخاص الفعليين الأحياء أو الأموات هو من قبيل الصدفة البحتة، معرض إيزابيل فان دن أيندي، دبي.

- 2011: ميراج، صالة صابرينا عمراني، مدريد.

- 2010: حررني من سلسلتي، معرض إيزابيل فان دن أيندي، دبي.

## جوائز
- جائزة Meurice للفن المعاصر.
- جائزة أبراج جروب للفن (دبي)
- جائزة فيلا ميديتشي سكن خارج الجدران.[3]

## وصلات خارجية
http://www.zoulikhabouabdellah.com/